# 天应 (大长和)
天應（927年－928年）是大长和鄭隆亶的年号，共计2年。
天應二年秋季，楊干貞弒鄭隆亶，改立趙善政。

## 纪年
| 天應 | 元年  | 二年  |
| ---- | ----- | ----- |
| 公元 | 927年 | 928年 |
| 干支 | 丁亥  | 戊子  |